# Neolitsea kedahensis
Neolitsea kedahensis là một loài thực vật thuộc họ Lauraceae. Đây là loài đặc hữu của Malaysia.